# Рейс, Абрам
Рейс, Абрам или Рес (Рез) Аврам (нидерл. A. Rees) — капитан-командор русского флота.

## Биография
По происхождению голландец. Принят в русский флот 11 мая 1698 года в Амстердаме в звании комендера. В этом же году прибыл в Архангельск, далее послан на службу в Воронеж.
В 1703 году произведён в капитаны.
В 1704 году назначен капитаном только что построенного корабля «Нарва», с которым и пришёл с олонецкой верфи к Котлину. В следующем году, командуя тем же кораблём, состоявшим в эскадре вице-адмирала Крюйса, отражал нападение шведского флота на Котлин.
В 1706 году Рейс был послан в Казань для командования построенными там судами с задачей воспрепятствования бунтующим казакам Булавина подняться вверх по Волге.
В 1707 году был переведён на Балтийский флот, где получил должность командира флагманского корабля «Олифант». В следующем году послан в Архангельск для надзора за судостроением.
В 1710 году назначен командиром отряда из 3 фрегатов. Подняв брейд-вымпел на корабле «Святой Павел», вышел из Архангельска с целью следовать с отрядом на Балтику, но из-за потери мачты был вынужден возвратиться в Архангельск. В 1711 году, после исправления повреждений, снова отправился к месту назначения. В Христианзанде соединился с судами своего отряда и крейсировал с ними в проливе Каттегат, захватив в приз несколько вражеских судов. Весной 1712 года продолжал крейсерство в Каттегате, а в августе соединился с датским флотом, находившимся у берегов Померании. При стоянке у Грибсвальда на корабле А. Рейса выходил в море Пётр I с целью посещения датского флота. После отъезда царя Рейс совместно с судами датского флота захватил несколько призов и осенью с двумя фрегатами прибыл в Ригу.
В конце 1712 года Рейс получил звание капитан-командора.
В 1713 году был отправлен совместно с капитаном Наумом Акимовичем Синявиным, в Копенгаген для привода оттуда купленных зарубежных линейных кораблей и фрегатов, затем, командуя одним из них, линейным кораблём «Св. Антонием Падуанским» в начале марта прибыл в Ревель, где присоединился к эскадре Корнелиуса Крюйса у острова Сескар.
В июле 1713 года, командуя тем же кораблем, с эскадрой Крюйса (6 линейных кораблей, 4 фрегата и 3 лёгких крейсера) Рейс участвовал в неудачной погоне за шведской эскадрой вице-адмирала Лилье, и находясь на дистанции мушкетного выстрела от неприятеля, прекратил погоню, увидев, что корабль Крюйса стал на мель.
В 1714 году был обвинён военным судом в безосновательном прекращении погони, приговорён к расстрелу и по приговору Петра I ему было положено: «привязать с завязанными глазами к позорному столбу, и приготовить к расстрелу, а потом сослать в Сибирь».
Сослан в Тобольск. Дальнейшая судьба неизвестна.